# 杜布纳 (图拉州)
杜布纳（羅馬化：Dubna）是俄罗斯图拉州的工人村（市级镇）、杜布纳区行政中心，位于奥卡河流域内乌帕河支流杜布纳河畔，地处图拉州西北部，在州府图拉西方。
该地2021年人口有5,655人；2010年人口5,980；2002年人口6,194；1989年人口6,199。